# Vaso sanguigno

Sistema circolatorio

Si definiscono vasi sanguigni o sanguiferi i condotti sanguigni del sistema circolatorio adibiti al trasporto del sangue attraverso il corpo. I tipi più importanti sono le arterie, le vene, e i capillari che portano, rispettivamente, il sangue dal cuore al resto dell'organismo e viceversa.
I vasi sanguigni hanno la stessa struttura di base. La parete interna è detta endotelio ed è circondata da un tessuto connettivo subendoteliale. Attorno a questo si trova uno strato di muscolo vascolare liscio, che è particolarmente sviluppato nelle arterie. Infine, vi è un ulteriore strato di tessuto connettivo noto come l'avventizia, che contiene i nervi che servono lo strato muscolare, e i capillari per il trasporto dei nutrienti nei vasi più grandi.
I capillari constano in poco più di uno strato di endotelio e talvolta di tessuto connettivo. Quando i vasi sanguigni si uniscono a formare una regione particolarmente vascolarizzata ci si trova in presenza di una anastomosi. Essa consente al sangue di trovare percorsi alternativi per fluire in caso di ischemia. 
Da un'estremità all'altra, i vasi sanguigni si snodano nel corpo umano per una lunghezza compresa tra 9.000 e 19.000 chilometri; dunque non per 100.000 km o cifre simili, come erroneamente riportato in molti siti, libri o articoli scientifici ormai da decenni.

## Struttura
I vasi sanguigni presentano una grandissima variabilità di struttura dovuta alle loro diverse funzioni e posizioni. Ad ogni modo è possibile descrivere in generale la struttura della parete di un vaso sanguigno distinguendo tre strati (detti tonache) dall'interno all'esterno: tonaca intima, tonaca media e tonaca avventizia.

### Tonaca intima
La tonaca intima, nel cuore e nei vasi, corrisponde alla tonaca mucosa con la quale condividono l'epitelio di rivestimento e la lamina propria, denominati rispettivamente endotelio e strato sottoendoteliale. Nel cuore la tonaca intima prende il nome di endocardio. Nei vasi l'endotelio è in grado di assorbire materiale dai fluidi e di permettere il passaggio di cellule dal lume ai tessuti (ad esempio l'extravasazione leucocitaria), mentre lo strato sottoendoteliale può rappresentare un deposito di materiali assorbiti.

### Tonaca media
La tonaca media è il corrispettivo della tonaca muscolare nei vasi e nel cuore. La prevalenza del tipo di tessuto dipende dalla struttura in cui si trova:
- la prevalenza di fibre muscolari, come nel cuore, permette la progressione del sangue grazie alla contrazione delle fibre stesse;
- la prevalenza di fibre elastiche, come nelle grosse arterie, sfrutta il ritorno elastico al diametro originale dopo l'arrivo dell'onda sistolica;
- la prevalenza fibrosa, come nelle vene, fa largo uso della forza di gravità per la progressione del sangue o sfrutta la contrazione estrinseca operata dai muscoli vicini.

### Tonaca avventizia
La tonaca avventizia è formata da tessuto connettivo denso e forma l'avvolgimento esterno del vaso su cui i mezzi di fissità prendono direttamente attacco. Essendo all'esterno stabilisce i rapporti tra il vaso e l'ambiente circostante. Può contenere fibre elastiche o muscolari ed è sede dei vasa vasorum, i vasi che irrorano i vasi stessi.

## Tipologia
Vi sono vari tipi di vasi sanguigni:
- Arterie
  - Aorta (l'arteria principale, trasporta il sangue fuori dal cuore)
  - Rami dell'aorta, come l'arteria carotide, l'arteria succlavia, il tronco celiaco, le arterie mesenteriche, l'arteria renale e l'arteria iliaca.
- Arteriole
- Capillari (i vasi sanguigni più piccoli)
- Venule
- Vene
  - Grandi vasi collettori, come la vena succlavia, la vena giugulare, la vena renale e la vena iliaca.
  - Vena cava superiore e vena cava inferiore (le 2 vene maggiori, portano il sangue al cuore)

Possono essere grossolanamente raggruppati come vasi arteriosi e venosi, a seconda che trasportino il sangue dal o verso il cuore.
Il termine "sangue arterioso" è comunemente usato per indicare sangue con un'alta concentrazione di ossigeno, nonostante l'arteria polmonare trasporti "sangue venoso", mentre quello che fluisce nella vena polmonare è ricco di ossigeno.

## Fisiologia

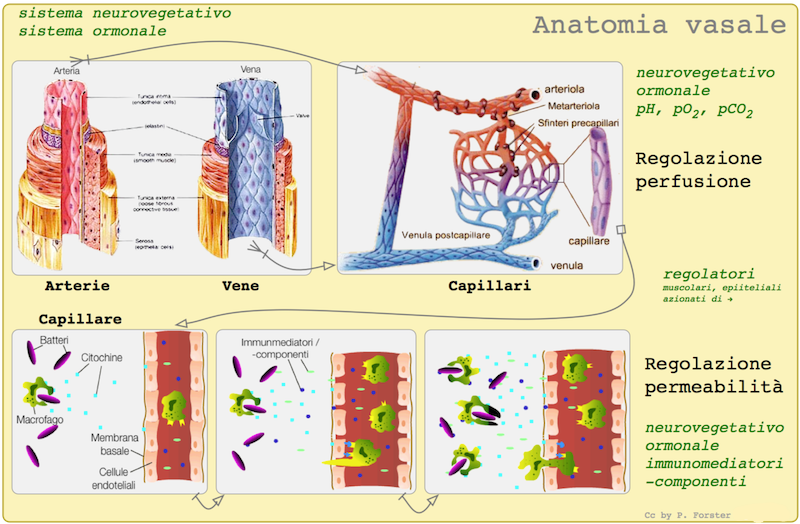
Anatomia e regolazione di vasi sanguigni

I vasi sanguigni non intervengono attivamente nel trasporto di sangue (non hanno una peristalsi apprezzabile), ma le arterie - e le vene in un certo modo - possono regolare il loro diametro interno mediante la contrazione dello strato muscolare. Questo cambia l'irrorazione del sangue agli organi, ed è determinato dal sistema nervoso autonomo. La vasocostrizione e la vasodilatazione sono anche usati antagonisticamente come metodi di termoregolazione.
L'ossigeno (legato all'emoglobina nei globuli rossi) è la sostanza più importante trasportata dal sangue. In tutte le arterie tranne l'arteria polmonare, l'emoglobina è altamente saturata con l'ossigeno (95-100%), mentre in tutte le vene tranne la vena polmonare è desaturata a circa il 70%: tali valori si invertono nella circolazione polmonare.
La pressione sanguigna nei vasi sanguigni è tradizionalmente espressa in millimetri di mercurio (1 mmHg = 133 Pa). Nelle arterie, si attesta a circa 120 mmHg sistolica (pressione massima dovuta alla contrazione del cuore) e 80 mmHg diastolica (pressione minima). Al contrario, la pressione nel sistema venoso è costante e raramente supera i 10 mmHg.
La vasocostrizione è la costrizione dei vasi sanguigni, che diventano più piccoli nella sezione trasversale, grazie alla contrazione del muscolo vascolare liscio situato nelle pareti del vaso. È regolata da vasocostrittori (agenti che provocano la vasocostrizione). Essi includono i fattori paracrine come le prostaglandine, una quantità di ormoni come la vasopressina e l'angiotensina e neurotrasmettitori come l'adrenalina.
La vasodilatazione è un processo simile indotto da mediatori antagonisti, il più importante dei quali è l'ossido di azoto (chiamato per questa ragione fattore derivato di rilassamento dell'endotelio).
La permeabilità dell'endotelio si accresce durante il rilascio di nutrienti al tessuto. Aumenta anche durante un'infiammazione in risposta alle istamine, prostaglandine ed interleuchine, che provocano i maggiori sintomi dell'infiammazione (gonfiore, rossore e calore).

## Ruolo nelle patologie
I vasi sanguigni svolgono un ruolo importante praticamente in tutte le condizioni cliniche. Il cancro, per esempio, non potrebbe svilupparsi senza che il tumore causi la cosiddetta angiogenesi per irrorare le cellule maligne. L'aterosclerosi, la formazione di grumi lipidici nelle pareti del vaso, è la prima causa di patologie al sistema cardiocircolatorio, la principale causa di morte nel Mondo occidentale.
Danni, dovuti a traumi o spontanei, provocano un'emorragia. Al contrario, l'occlusione di un vaso sanguigno causata da una placca aterosclerotica, da un grumo di sangue embolizzato o da un corpo estraneo) provoca ischemia (insufficiente irrorazione di sangue) e la necrosi (morte del tessuto).
La Vasculite è l'infiammazione della parete del vaso sanguigno, dovuta a patologia autoimmune o infezione.
Recenti studi hanno mostrato che il cioccolato fondente è in grado di migliorare il funzionamento dei vasi sanguigni. 

## Ricostruzione dei vasi sanguigni
Secondo uno studio di un gruppo di ricercatori dell'Harvard Medical School e dell'Ospedale pediatrico di Boston sono state identificate nel sangue adulto le cellule progenitrici delle endoteliali. I vasi sanguigni sono formati da cellule endoteliali, rivestite a loro volta da cellule dette mesenchimali.
Lo studio ha isolato nel sangue cellule adulte che possono specializzarsi in un solo tipo cellulare, quello che forma i vasi sanguigni. Riprodotte in vitro, possono poi essere trapiantate.
Svolgono un ruolo simile e costituiscono pertanto un'alternativa alle cellule staminali embrionali ma, a differenza di queste ultime, sono in grado di specializzarsi in un solo tipo di cellule. In compenso, rispetto alle staminali embrionali, presentano un tempo per la formazione dei tessuti decisamente minore.
Nei topi hanno mostrato di collegarsi in un tempo di 7 giorni ai vasi sanguigni e fornire il corretto apporto di nutrienti, lo scambio di gas e l'eliminazione di prodotti di scarto.
L'obiettivo per il futuro è quello di prelevare queste cellule dal sangue adulto, e di conservarle per un successivo autotrapianto, e soprattutto a velocizzare l'integrazione con i tessuti umani in un tempo di 48 ore, in modo da utilizzare le cellule nei casi di emorragia e ischemia, e per tutte le patologie che possono richiedere una vascolarizzazione, ossia una riparazione di vasi sanguigni, vene o arterie. Un tempo di 7 giorni è troppo alto per poter utilizzare queste cellule contro le patologie dell'uomo.
Lo studio ha verificato che il miglior supporto alla crescita dei vasi sanguigni era ottenuto da una mistura di progenitrici endoteliali e di cellule progenitrici mesenchimali, entrambe derivanti da in parte da sangue adulto, e in parte da midollo osseo o cordone ombelicale. Le cellule mesenchimali sono quelle che circondano le endoteliali nei vasi sanguigni, conferendovi stabilità.